# Jiin
Jiin (慈蔭) é um kata do caratê. Suas origens apontam-no como oriundo do estilo Tomari-te. Sua introdução deve-se ao mestre Kosaku Matsumora, quem parece ter aprendido uma forma oriunda desde a China, ligada ao Templo Shaolin.